# Cú Roí
Pour les articles homonymes, voir Cú.
Dans la mythologie celtique irlandaise, Cú Roí Mac Dáire (Cú Roí fils de Dáire) est un roi du Munster et un magicien qui a le don de pouvoir prendre l’apparence qu’il souhaite. Il est notamment l’un des protagonistes de deux récits du Cycle d'Ulster : Fled Bricrenn (Le Festin de Bricriu) et Mesca Ulad (L’Ivresse des Ulates). Son nom signifie « le chien du champ (de bataille ?) ». Les ruines du fort de Caherconree (en irlandais Cathair Con Raoi, le château de Cú Roí) dans le comté de Kerry, conservent le nom de ce roi mythique.

## Uath
Bricriu, connu pour semer la zizanie, a organisé un festin au cours duquel il va pouvoir susciter les disputes. Quand Cúchulainn, Conall Cernach et Lóegaire Búadach se disputent la part du champion, Cú Roí fait partie des jurés. Il apparaît sous les traits d’un géant hideux, nommé Uath (horreur) et leur propose une épreuve de décapitation : chacun est invité à couper la tête du géant avec une hache, à la condition d’accepter lui-même ce sort. Seul Cúchulainn a assez de courage et de noblesse pour accepter le défi, c’est ainsi qu’il est déclaré vainqueur, provoquant la colère de Conall Cernach et de Lóegaire Búadach qui refusent ce jugement.

## Blathnat
Cú Roí et Cúchulainn font une razzia sur Inis Fer Falga. Ils s’emparent du trésor royal et enlèvent Blathnat (petite fleur), la fille du roi. La princesse est amoureuse de Cúchulainn, mais quand on demande à Cú Roí de choisir sa part de butin, il choisit Blathnat. L’élu tente de s’y opposer, mais son rival lui coupe les cheveux et le plonge dans la boue jusqu’au cou, avant de s’enfuir avec la jeune fille.
Suivant Ph. Jouët, le nom irlandais de Falga est formé par suffixation sur Ct. *wal- "puissance" (avec le sens concret  de "vallum"), désignation appliquée au "nord" mythique (entre autres à Falias, etc., comme Br. gwalez). L'expédition de Cúchulainn et Cúroí dans une île de ce nom (ultérieurement assimilée à l’île de Man), transpose un scénario mythologique complexe qui est une partie de la "Légende de Cúroí" (R. Thurneysen),.
Par la suite, Blathnat trahit Cú Roí pour Cúchulainn. Après le siège de sa forteresse, le champion d’Ulster parvient à tuer son rival. L’âme de Cú Roí se réfugie dans une pomme, qui se trouve dans le ventre d’un saumon. Le poisson vit dans un torrent des montagnes Slieve Mish et ne revient à la surface que tous les sept ans. Blathnat découvre le secret et le dit à Cúchulainn, qui tue le saumon, tuant ainsi l’âme de Cú Roí. Mais, Ferchertne, le druide de Cú Roí, furieux que son seigneur ait été trahi, saisit Blathnat et saute d’une falaise avec elle, se tuant l’un et l’autre.